# Tweede Kamerverkiezingen in het kiesdistrict Meppel

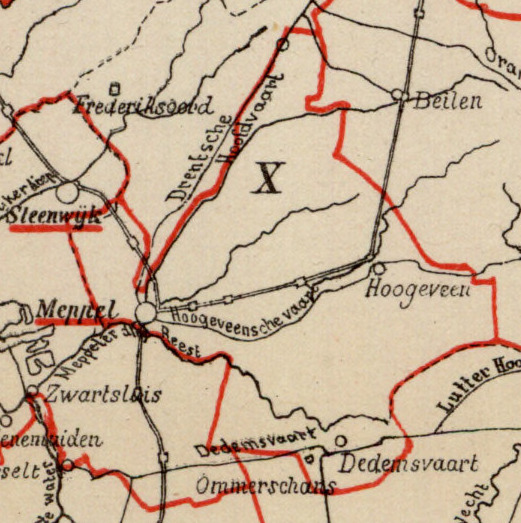
Kiesdistrict Meppel (1888)

Tweede Kamerverkiezingen in het kiesdistrict Meppel geeft een overzicht van verkiezingen voor de Nederlandse Tweede Kamer in het kiesdistrict Meppel in de periode 1888-1918.
Het kiesdistrict Meppel werd ingesteld na de grondwetsherziening van 1887. Tot het kiesdistrict behoorden de volgende gemeenten: Avereest, Dwingeloo, Hoogeveen, Meppel, Nijeveen, Ruinen, Ruinerwold, de Wijk en Zuidwolde.
Het kiesdistrict Meppel vaardigde in deze periode per zittingsperiode één lid af naar de Tweede Kamer. 
Legenda
- vet: gekozen als lid van de Tweede Kamer.

## 6 maart 1888
De verkiezingen werden gehouden na vervroegde ontbinding van de Tweede Kamer.
|                  | 6 maart |
| ---------------- | ------- |
| Kiesgerechtigden | 2.663   |
| Opkomst          | 2.193   |
| Geldige stemmen  | 2.181   |
| Blanco stemmen   | 4       |
| Kandidaten       |         |
| H. Smeenge       | 1.296   |
| M. Noordtzij     | 873     |

## 24 juni 1890
Harm Smeenge, gekozen bij de verkiezingen van 6 maart 1888, trad op 26 mei 1890 af vanwege zijn benoeming als kantonrechter te Hoogeveen. Om in de ontstane vacature te voorzien werd een tussentijdse verkiezing gehouden.
|                  | 24 juni |
| ---------------- | ------- |
| Kiesgerechtigden | 2.720   |
| Opkomst          | 1.036   |
| Geldige stemmen  | 1.016   |
| Blanco stemmen   | 19      |
| Kandidaten       |         |
| H. Smeenge       | 995     |

## 9 juni 1891
De verkiezingen werden gehouden na ontbinding van de Tweede Kamer.
|                  | 9 juni |
| ---------------- | ------ |
| Kiesgerechtigden | 2.731  |
| Opkomst          | 2.026  |
| Geldige stemmen  | 2.014  |
| Blanco stemmen   | 10     |
| Kandidaten       |        |
| H. Smeenge       | 1.175  |
| B. Berends       | 811    |

## 10 april 1894
De verkiezingen werden gehouden na vervroegde ontbinding van de Tweede Kamer.
|                  | 10 april |
| ---------------- | -------- |
| Kiesgerechtigden | 2.666    |
| Opkomst          | 882      |
| Geldige stemmen  | 846      |
| Blanco stemmen   | 32       |
| Kandidaten       |          |
| H. Smeenge       | 795      |

## 15 juni 1897
De verkiezingen werden gehouden na ontbinding van de Tweede Kamer.
|                  | 15 juni |
| ---------------- | ------- |
| Kiesgerechtigden | 5.327   |
| Opkomst          | 4.327   |
| Geldige stemmen  | 4.229   |
| Blanco stemmen   | 98      |
| Kandidaten       |         |
| H. Smeenge       | 2.253   |
| A. Wiersinga     | 1.207   |
| A. ten Klooster  | 682     |
| H.J. van de Vegt | 50      |
| J. Bosch Bruist  | 37      |

## 13 september 1900
Harm Smeenge, gekozen bij de verkiezingen van 15 juni 1897, trad op 28 augustus 1900 af vanwege zijn benoeming als griffier bij het Gerechtshof in Amsterdam. Om in de ontstane vacature te voorzien werd een tussentijdse verkiezing gehouden.
|                  | 13 september |
| ---------------- | ------------ |
| Kiesgerechtigden | 5.100        |
| Kandidaten       |              |
| H. Smeenge       |              |

Smeenge was de enige kandidaat; hij werd zonder nadere stemming gekozen verklaard.

## 14 juni 1901
De verkiezingen werden gehouden na ontbinding van de Tweede Kamer.
|                  | 14 juni |
| ---------------- | ------- |
| Kiesgerechtigden | 5.417   |
| Opkomst          | 4.424   |
| Geldige stemmen  | 4.318   |
| Blanco stemmen   | 106     |
| Kandidaten       |         |
| H. Smeenge       | 2.407   |
| H. Verkouteren   | 1.785   |
| F. Pomp          | 126     |

## 16 juni 1905
De verkiezingen werden gehouden na ontbinding van de Tweede Kamer.
|                  | 16 juni |
| ---------------- | ------- |
| Kiesgerechtigden | 6.932   |
| Opkomst          | 6.196   |
| Geldige stemmen  | 6.130   |
| Blanco stemmen   | 66      |
| Kandidaten       |         |
| H. Smeenge       | 3.515   |
| J. Knoppers      | 2.495   |
| A. van der Heide | 120     |

## 11 juni 1909
De verkiezingen werden gehouden na ontbinding van de Tweede Kamer.
|                  | 11 juni |
| ---------------- | ------- |
| Kiesgerechtigden | 7.343   |
| Opkomst          | 5.877   |
| Geldige stemmen  | 5.779   |
| Blanco stemmen   | 98      |
| Kandidaten       |         |
| H. Smeenge       | 3.221   |
| B. Berends       | 2.323   |
| E. Rugge         | 235     |

## 17 juni 1913
De verkiezingen werden gehouden na ontbinding van de Tweede Kamer.
|                  | 17 juni |
| ---------------- | ------- |
| Kiesgerechtigden | 7.983   |
| Opkomst          | 6.633   |
| Geldige stemmen  | 6.534   |
| Blanco stemmen   | 99      |
| Kandidaten       |         |
| H. Smeenge       | 3.326   |
| F. Fokkens       | 2.339   |
| A. van der Heide | 869     |

## 15 juni 1917
De verkiezingen werden gehouden na ontbinding van de Tweede Kamer.
|                  | 15 juni |
| ---------------- | ------- |
| Kiesgerechtigden | 8.802   |
| Kandidaten       |         |
| H. Smeenge       |         |

De zeven in de vorige Tweede Kamer vertegenwoordigde partijen hadden afgesproken in elkaars kiesdistricten geen tegenkandidaten te stellen. Smeenge was derhalve de enige kandidaat; hij werd zonder nadere stemming gekozen verklaard.

## Opheffing
De verkiezing van 1917 was de laatste verkiezing voor het kiesdistrict Meppel. In 1918 werd voor verkiezingen voor de Tweede Kamer overgegaan op een systeem van evenredige vertegenwoordiging met kandidatenlijsten van politieke partijen.